# Charles Cotton (marin)
Pour l’article homonyme, voir Charles Cotton.
Charles Cotton, 5e baronnet, né en juin 1753 et mort le 23 février 1812 d'une attaque d'apoplexie pendant qu'il commandait la flotte de la Manche, est un officier en service dans la Royal Navy durant la fin du XVIIIe siècle et le début du XIXe siècle.
Il participe d'abord à des opérations sur la côte est des treize colonies puis combat à la bataille du 13 prairial an II. Le point culminant de sa carrière fut la conception et l'exécution de l'évacuation du corps britannique de Moore à la suite de la bataille de La Corogne en 1809.

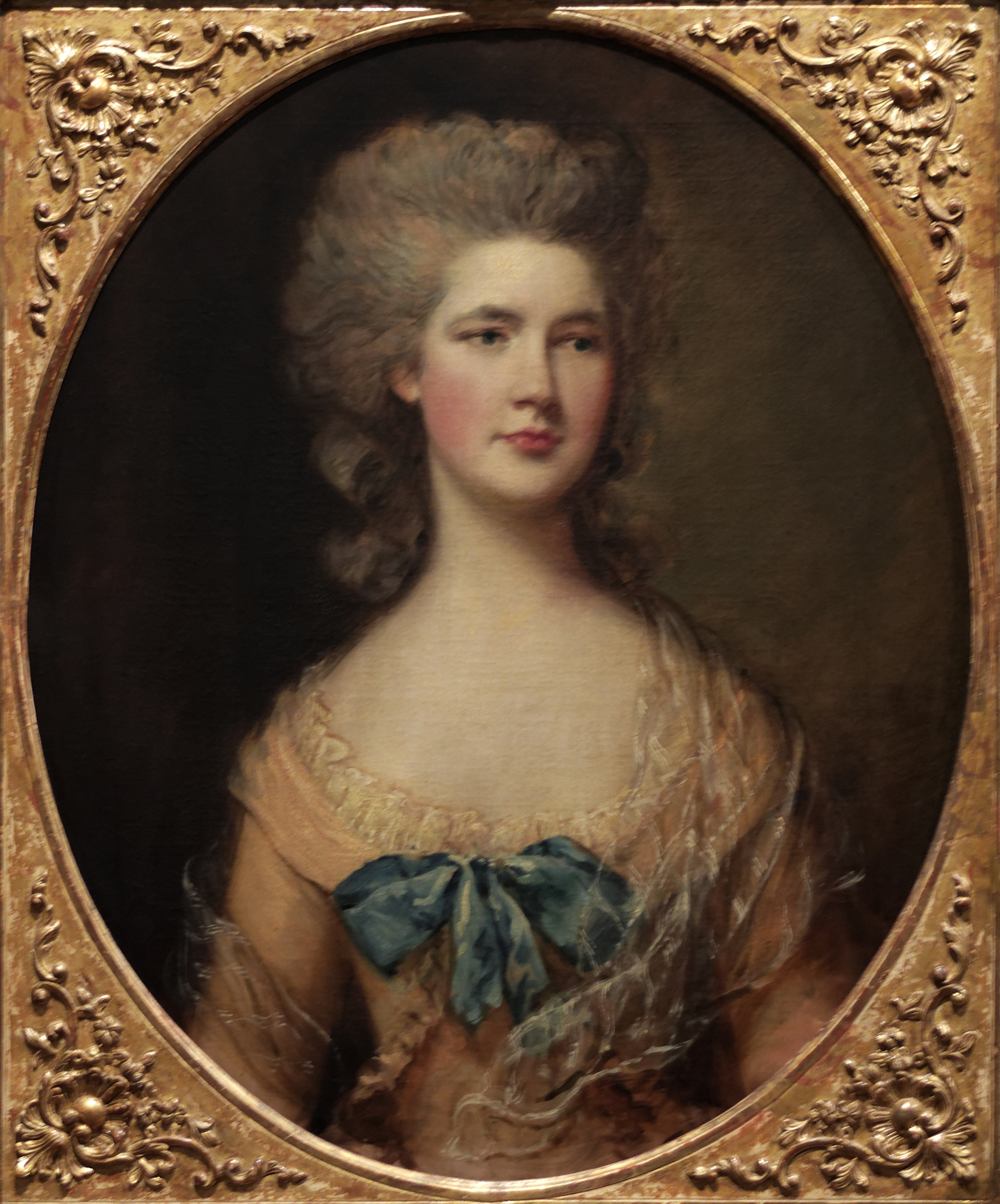
Miss Philadelphia Rowley épouse de Sir Charles Cotton, Thomas Gainsborough (ca 1783)